# Харбке
Харбке (њем. Harbke) општина је у њемачкој савезној држави Саксонија-Анхалт. Једно је од 35 општинских средишта округа Берде. Према процјени из 2010. у општини је живјело 1.801 становника. Посједује регионалну шифру (AGS) 15083275.

## Географски и демографски подаци
Харбке се налази у савезној држави Саксонија-Анхалт у округу Берде. Општина се налази на надморској висини од 137 метара. Површина општине износи 18,9 km². У самом мјесту је, према процјени из 2010. године, живјело 1.801 становника. Просјечна густина становништва износи 95 становника/km².